# جلك (العراق)
جلك ((بالسريانية: ܟ̰ܠܟ)‏، (بالكردية: Çelkê)‏) قرية في محافظة دهوك في إقليم كردستان العراق. تقع على ضفاف نهر الخابور الصغير في منطقة العمادية ومنطقة برواري التاريخية.
القرية مقسمة إلى قسمين علوي وسفلي. في القرية كنيسة مارت شموني وكان هناك كنيسة مار موشي سابقًا.

## التاريخ
شُيِّدت كنيسة مار موشي لأول مرة عام 1100م. في عام 1850، سكنت 40-60 عائلة آشورية في جلك، وخدمها كاهن واحد وكنيسة مار موشي، التي تم ترميمها عام 1860. وسط الإبادة الجماعية الآشورية في الحرب العالمية الأولى، تعرضت جلك للهجوم من قبل الأتراك والأكراد، وفر معظم سكان القرية إلى أورميا في إيران في 1915-1916. وأثناء تواجدهم في إيران، توفي نصف الذين فروا من الجروح وانخفاض درجة حرارة الجسم. بعد ذلك، أعيد توطين اللاجئين الآشوريين من تياري السفلى في تركيا في جيليك، وكان عدد سكان القرية 210 نسمة بحلول عام 1933، وفي ذلك العام دمرها الجيش العراقي خلال مذبحة سميل. تعافت القرية، وأقام فيها 55 عائلة عام 1938.
التعداد السكاني العراقي لعام 1957 سجل 519 نسمة، وفي بداية الحرب العراقية الكردية الأولى عام 1961، كانت 400 أسرة من 200 أسرة مقيمة في جلك. دفعت الحرب القرويين إلى الفرار والبحث عن ملجأ في مكان آخر، لكن معظمهم عادوا عند نهاية الحرب في عام 1970، وفي ذلك الوقت اغتيل مختار القرية هيرميز أوشانا. تم تدمير جلك بالكامل من قبل الجيش العراقي في عام 1978، بما في ذلك كنيسة مار موشي ومدرسة القرية، وذلك لقربها من الحدود العراقية التركية، وأُعيد توطين 100 أسرة قسراً في بيرسيفي بالقرب من زاخو.
في أعقاب انتفاضات 1991 في العراق، عادت 10 عائلات آشورية إلى جلك. في العام التالي، أفادت الأنباء أن أكراد القرى المجاورة استولوا بشكل غير قانوني على 11 دونمًا من الأراضي من سكان القرية، وبنوا 80 منزلاً على أراضي القرويين. قامت اللجنة العليا للشؤون المسيحية ببناء 62 منزلاً (47 في جيليك السفلى، 15 في أعالي جيليك)، ومدرسة، وقاعة، وكنيسة في جيليك، ومع ذلك، حيث رفض الآشوريون العودة إلى هناك بسبب تم الاستيلاء انعدام الفرص الاقتصادية، وأعالي جلك واستقر الأكراد، والذي يعرف الآن باسم جلك الإسلام، في حين جلك السفلى ويدعى جلك النصارى.
استمر الآشوريون في جيليك السفلى في معاناتهم من الاضطهاد حيث أشعل الأكراد النار في أشجار السيندار السابقة في مارس 2004، مما تسبب في أضرار تقدر بأكثر من مليوني دولار، وحرق الكرد من قرية كيستا المجاورة لمحاصيل القرويين. في 7 يوليو 2009 أتلف 75% من أراضيهم، بما في ذلك عدة منازل. في أوائل عام 2009، أقامت عائلة واحدة من ستة نازحين آشوريين في جيليك السفلى. في عام 2012، كان يسكن جيليك نصارة 50 من أتباع كنيسة المشرق الآشورية. وبحسب ما ورد استُهدفت القرية بغارات جوية تركية في يونيو / حزيران 2020 أثناء عملية مخلب النسر، كجزء من الصراع الكردي التركي.